# 大興安嶺山脈

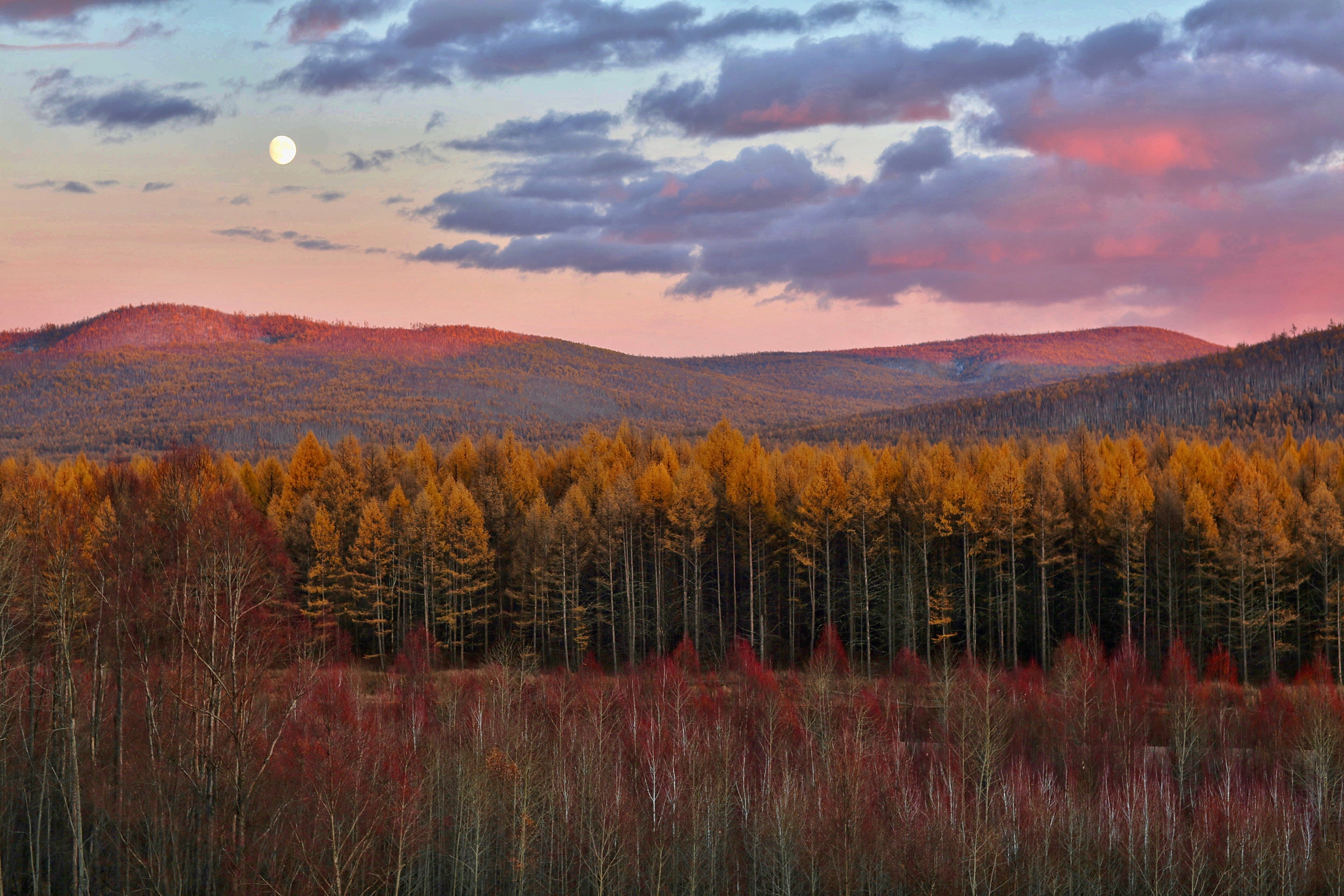
根河湿地付近

大興安嶺山脈（だいこうあんれいさんみゃく、中国語簡体字：大兴安岭 Dàxīng'ānlǐng、満州語：ᠠᠮᠪᠡ
ᡥᡞᠩᡤ᠇ᠠ
ᡩᠠᠪᠠᡤᠠᠨ、転写：amba hinggan dabagan、モンゴル語：ᠶᠡᠭᠡ
ᠬᠢᠩᠭᠠᠨ
ᠲᠠᠪᠠᠭ᠎᠎᠎ᠠ、キリル文字表記：Их Хянган дабаа、大ヒンガンとも）は満洲・黒竜江省および内モンゴル自治区北部の火山の山脈である。南北約1,200kmの長さに延びており、南に行くに従い狭くなっていく。東の満洲と西のモンゴル高原を分かつ。
針葉樹林または針広混交林の深い森に被われ、1200～1300mの標高を持つ。山脈の最高峰は2,035mになる。森林の間に河川、三日月湖などからなる湿地も多く、ケショウヤナギ、グイマツ、ミズゴケなどの植物が生え、マナヅル、カリガネ、オオハクチョウ、アカオカケス、コムシクイ、ソデグロヅル、コウノトリ、シマアオジなどの鳥類およびシベリアジャコウジカなどの哺乳類が生息している。河川にはアムールイトウなどの魚類も見られる。北部の漠河市の額木爾河流域にある九曲十八湾湿地、倭勒根河流域にある双河源湿地、根河市の塔里亜河流域にある汗馬湿地、大興安嶺地区松嶺区にある南甕河自然保護区および南部のオロチョン自治旗の畢拉河湿地はラムサール条約登録地である。
満洲とシベリアの移行地帯にあるダウール族が住まう地域である。その斜面の比較的豊かな牧草地は10世紀に遼を打ち立てた契丹人の発祥地である。